# Franz Evers

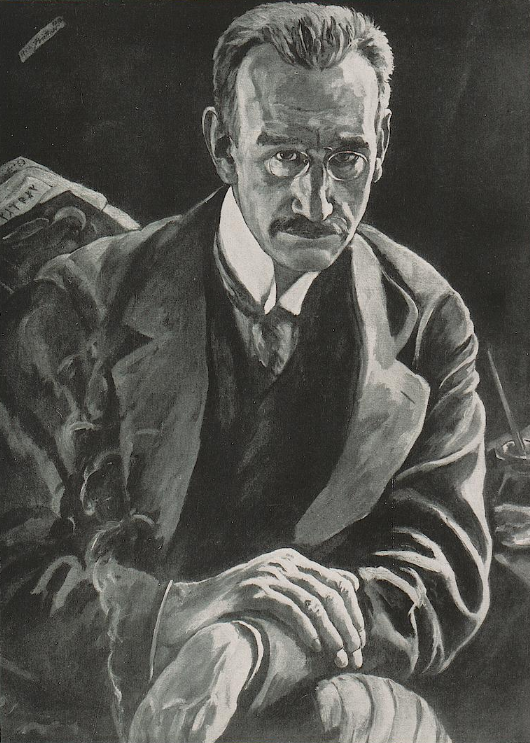
Franz Evers, gemalt von Erich Büttner (1916)

Franz Evers (* 10. Juli 1871 in Winsen an der Luhe; † 14. September 1947 in Niemberg) war zunächst Buchhändler und seit 1889 Herausgeber der Monatsschrift Litterarische Blätter, in der auch Julius Vanselow (unbestätigt) veröffentlicht hat.

## Leben
1892 gab Franz Evers zusammen mit Carl Busse, G. E. Geilfus (= Georg Edward), Victor Hardung und Julius Vanselow (1868–1892) die Anthologie Symphonie heraus. Er lernte den Theosophen Wilhelm Hübbe-Schleiden kennen. Danach arbeitete er als Redakteur der theosophischen Zeitschrift Sphinx und war ab 1894 freier Schriftsteller. Mit Fidus teilte er ein Atelier, der seine „Hohe Lieder“ illustrierte.
Es gelang ihm, in der Zeitschrift Sphinx in den Bänden der Jahre 1893/1894 einige Gedichte, sowohl von Julius als auch Carl Vanselow unterzubringen, die davor und danach kaum Gedichte veröffentlicht hat. (Quelle). Möglicherweise auch von anderen Mitgliedern seines Umfelds. Von Evers finden sich in Band 15 drei Gedichte und eine Erzählung und in Band 16 drei Gedichte. In Band 17 (1893) sind es vier Prosatexte und drei Gedichte. In diesem Band finden sich auch reichlich „Kunstbeilagen“ von Fidus und Karl Wilhelm Diefenbach, die aber immer spärlicher wurden. Er übersetzte Paul Verlaine.

## Werke

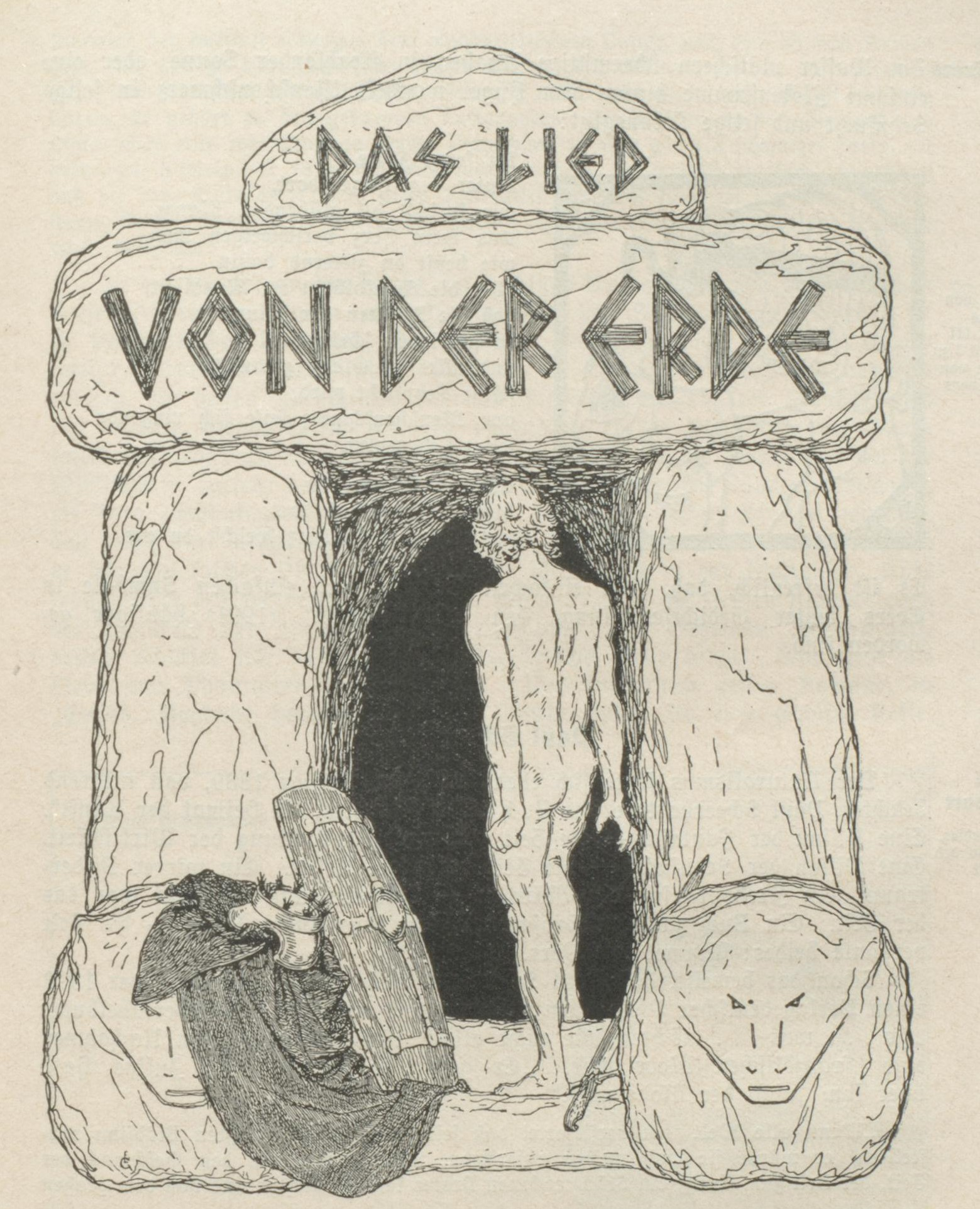
Fidus: Illustration zu Hohe Lieder (1896)

- Symphonie: Ein Gedichtbuch von Carl Busse, Franz Evers, Georg E. Geilfus, Victor Hardung, Julius Vanselow. München. M. Poessl. 1892. 199 S.
- Fundamente. Gedichte. Leipzig 1893. Mit Bildschmuck von Fidus.
- Deutsche Lieder. Berlin 1895.
- Königslieder. Leipzig 1895.
- Hohe Lieder. Berlin 1896. Mit Bildschmuck von Fidus.
- Paradiese. Leipzig 1897.
- Der Halbgott. Gedichte. Leipzig 1900.
- Erntelieder. Leipzig 1901.
- Nachtwandel der Liebe. Leipzig 1911.